# Otto Miehlke
Otto Miehlke (* 21. Oktober 1920 in Demmin, Vorpommern; † 17. Juni 2008) war ein deutscher Physiker und Leiter des Wasserstands- und Eisdienstes der DDR.

## Leben
Miehlke war der Sohn eines Bahnangestellten; bald nach der Geburt zog die Familie ins benachbarte Barth um. Otto Miehlke legte das  Abitur an der Oberschule für Jungen in Stralsund ab. 1939 wurde er zum Reichsarbeitsdienst nach Ummanz/Rügen und Anfang 1940 zum Kriegsdienst eingezogen. Bei Dienst in der Flakartillerie schossen ihm tschechische Partisanen im Mai 1945 in den linken Unterarm und im August 1946 kam er aus sowjetischer Kriegsgefangenschaft frei. 
Er  absolvierte einen Lehrerausbildungskurs sowie ein sechssemestriges Studium an der Pädagogischen Fakultät an der Universität Greifswald (Physik und Mathematik) und arbeitete als Lehrer. 1950 heiratete er Dora Nimz, mit der er eine Tochter hatte. 
Im September 1950 holte ihn der ehemalige Kapitän Hans von Petersson (1905–1992) zum Ostseeobservatorium des Seehydrographischen Dienstes der Volksmarine der DDR nach Warnemünde, wo er „Oberreferent für Wasserstände“ wurde. Für die Seestreitkräfte und die Katastrophenabwehr sollte er ein verlässliches Vorhersageverfahren für die Wasserstände an der DDR-Küste entwickeln, welches sowohl für kleine Abweichungen von Mittelwasser zu gebrauchen war als auch für Sturmhochwasser. Mit dem Ozeanologen Günther Sager gelang die Aufstellung eines empirischen Vorhersageverfahrens, welches auch die Windverhältnisse in der zentralen Ostsee mit berücksichtigte. 
1957/58 belegte er als Gasthörer Vorlesungen an der Universität Greifswald, und er legte 1959 seine  Diplomarbeit zur Genauigkeit der dritten deutschen Gezeitenrechenmaschine vor. Im folgenden Jahr wurde er bei Walter Schallreuter mit der Arbeit „Über die Berechnung des statischen Luftdruckeffektes auf den Wasserstand abgeschlossener Meeresbecken“ promoviert. 
Seine Studien und Gutachten zu Fragen des Bemessungswasserstandes von Küstenschutzwerken, die Eisverhältnisse an der DDR-Küste, die Reinhaltung der Boddengewässer, Strömungsverhältnisse in der Unterwarnow, die Routung auf der Fährlinie Klaipėda–Mukran, hydraulische Probleme und die Vertriftung von Oberflächenverschmutzungen auf der Ostsee vor der DDR-Küste wurden zu DDR-Zeiten geheim gehalten und befinden sich in der Bibliothek des Bundesamts für Seeschifffahrt und Hydrographie (BSH) in Rostock.
1970 umfasste sein „Büro für Forschung und Entwicklung (Nord)“ etwa 60 Mitarbeiter und forschte als Auftragsarbeit des Rats für gegenseitige Wirtschaftshilfe (RGW) zusammen mit russischen Wissenschaftlern. Als Roger Schallreuter, der Sohn seines Doktorvaters, sich damit unbeliebt gemacht hatte, nicht der SED beizutreten, holte er ihn an sein Büro und versorgte ihn auch drei Jahre später während dessen Untersuchungshaft mit wissenschaftlicher Literatur. Miehlke selbst war SED-Mitglied und -Funktionär. Ein von Schallreuter entdeckter fossiler Muschelkrebs  Miehlkella cribroporata Schallreuter wurde später nach Miehlke benannt.